# Домінік де Гусман
Доміні́к де Гусма́н (ісп. Domingo de Guzmán, італ. Domenico di Guzmán, лат. Dominicus, 1170 — 6 серпня 1221) — кастильський католицький священник, проповідник, засновник Ордену проповідників, відомішого як Орден домініканців. Народився у Калеруезі, Кастилія. Представник кастильського шляхетного роду Гусманів. Служив каноніком катедри єпископа Осми, допомагав реформувати місцевий клір (1194). Заснував монастир у Прулі за підтримки єпископа Фулькона Тулузького (1205). Отримав у Римі від папи Іннокентія III дозвіл на створення Ордену домініканців на основі статуту святого Августина. У 1217—1218 роках мешкав у Тулузі. З 1218 року жив у Римі, був придворним проповідником папи. Провів життя у місіонерській діяльності, вів боротьбу з катарськими єресями. Поширив у Західній Європі молитву на розарії. Помер у Болоньї, Італія.
Канонізований 1234 року римським папою Григорієм IX. День вшанування — 8 серпня; до 1970 року — 4 серпня. В іконописі та живописі зображається ченцем з тонзурую, в домініканському білому габіті й чорному плащі, з книгою, лілією, зіркою або собакою. Патрон астрономії та астрономів, учених, Домініканської республіки тощо.
Також — святий Домінік, Домінік де Гусман-Гарсес (ісп. Domingo de Guzmán Garcés).

## Ранні роки
Домінік народився близько 1170 року в Калеруезі в Кастильському королівстві. Його батьками були Фелікс Гусман та Хуанна Гарсес, представники кастильських шляхетних родів. Навчався в школі в Паленсії, де впродовж 10 років вивчав вільне мистецтво і теологію. 1196 року Доміник був висвячений в священники і став членом капітула регулярних каноників в м. Осма.
У 1203 році єпископ Діего де Асеведа був надісланий кастильським королем Альфонсо IX в Данію з дипломатичною місією, щоб добитися згоди на шлюб данської принцеси з іспанським принцем. Домінік був включений у склад цього посольства. Прямуючи до Данії через територію Південної Франції, єпископ і його супутники були вражені розмахом поширення на цій території еретичного вчення альбігойців. На зворотному шляху єпископ де Асеведа і Домінік зустрілися з ченцями-цистерціанцями, яких папа Інокентій III надіслав проповідувати проти катарів, християнської релігійної секти з гностичними та дуалістичними віруваннями, які католицька церква вважала єретичними. Домінік і Дієго де Асебо пояснювали відсутність успіху цистерціанців їх зарозумілістю та пишністю, які виглядали недолуго на фоні аскетизму катарів. Вони вирішили залишилитися в Південній Франції, прийняти аскетичніший спосіб життя і розпочати на півдні Франції програму навернення катарів шляхом проповіді Євангелія і боротьби з єрессю. Католицько-катарські дебати відбулись у Верфеї, Пам'є та Монреалі.
У 1206 році вони заснували жіночу громаду в Пруйле, що складалася з дочок дворян-католиків і жінок, що відмовились від єресі. Єпископ скоро був відкликаний папою, але Домінік залишився у Франції і продовжував свою діяльність.
У 1209—1213 роках Домінік знову проповідує в Лангедоці під час хрестового походу проти альбігойцев, який пізніше очолив граф Симон де Монфор.

## Заснування ордену проповідників

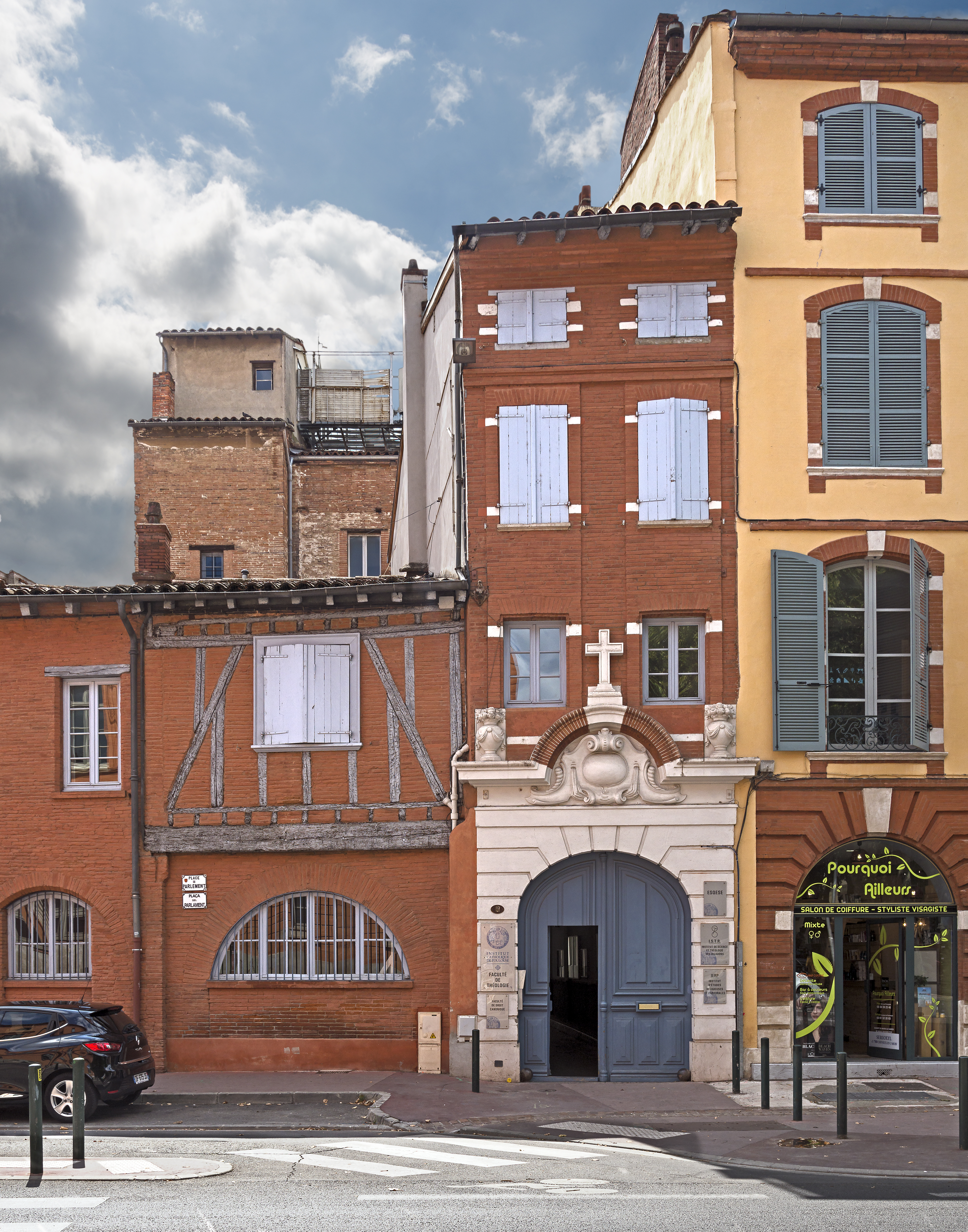
Дім Домініка в Тулузі

У 1214 році з'являється перша община в Тулузі, шестеро однодумців з цієї общини згодом стали ядром Ордену проповідників.
У 1215 році, під час роботи IV Латеранського Собору, Домінік прибув в Рим і звернувся до папи Іннокентія III з проханням затвердити статут Ордена. Статут нового ордена був затверджений в 1216 році, вже наступним папою Гонорієм III в буллі «Religiosam vitam». Орден отримав ім'я Орден Проповідників (лат. Ordo Praedicatorum, OP), надалі його стали називати Орденом Домініканцев за іменем засновника. Главними завданнями ордену були проповідування Євангелія і вивчення наук.
Хоча він багато подорожував, щоб підтримувати зв'язок зі своїм зростаючою общиною братів, Домінік розмістив свою штаб-квартиру в Римі. 1219 року Папа Гонорій III запросив Домініка та його супутників оселитися в давньоримській базиліці Санта-Сабіна, що вони зробили на початку 1220 року. До цього часу монахи мали лише тимчасове проживання в Римі в монастирі Сан-Сісто Веккіо, який Гонорій III надав Домініку приблизно в 1218 році, маючи намір зробити його монастирем для реформованих під керівництвом Домініка черниць у Римі. Хоча брати оселилися в базилиці Санта-Сабіна вже в 1220 році, офіційне заснування домініканського монастиря в Санта-Сабіна з його studium conventuale, першим навчальним закладом домініканців в Римі, відбулося 5 червня 1222 року, після узаконення передачі власності на це майно Ордену проповідників від Папи Гонорія III.

## Інквізиція

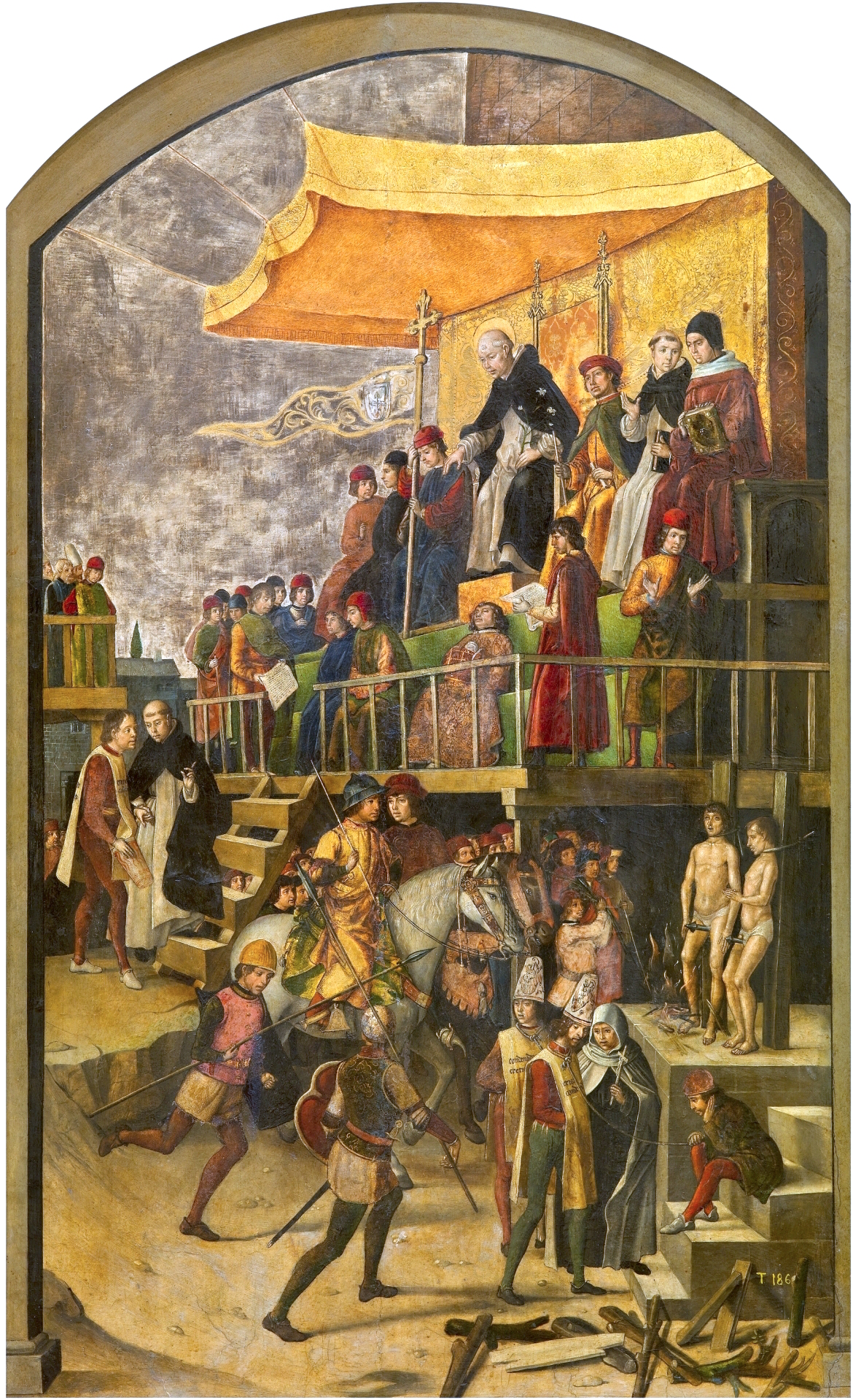
Св. Домінік головує на процесі аутодафе. Педро Берругете, сакристія церкви Св. Томи в Авілі (1495)

Домінік зазвичай, але апокрифично, асоціюється з інквізицією. Історичні джерела часів Домініка нічого не говорять про його причетність до інквізиції.[ Домінік помер у 1221 році, а офіси інквізиції були створені в Ломбардії не раніше 1231 року та в Лангедоку не раніше 1234 року.
Канон 27 Третього Латеранського собору 1179 року підкреслював обов'язок князів придушувати єресь і засуджував «брабантців, арагонців, басків, наварців та інших, які виявляють таку жорстокість по відношенню до християн, що не поважають ні церков, ні монастирів, не шкодують ні вдів, ні сирот, ні віку, ні статі, але по-язичницькому все знищуть і руйнуютье». За ним у 1184 році вийшла декреталія Папи Луція III «Ad abolendam». В ньому вказувалось, що єпископи повинні досліджувати наявність єресі у своїх єпархіях. Практика та процедури єпископської інквізиції могли відрізнятися від однієї єпархії до іншої, залежно від ресурсів, доступних для окремих єпископів, та їх відносної зацікавленості чи незацікавленості. Переконавшись, що вчення Церкви містить відкриту істину, першим заходом єпископів було переконання. За допомогою бесіди, дебатів і проповідей вони намагалися надати краще пояснення вчення Церкви. Цей підхід часто виявився досить успішним.
У 1231 р. Папа Григорій IX призначив ряд папських інквізиторів, переважно домініканців і францисканців, для різних регіонів Європи. Будучи жебраками, вони звикли подорожувати. На відміну від несистемних єпископських методів, папська інквізиція була ретельною і систематичною, вела детальні записи. Цей трибунал або суд функціонував у Франції, Італії та деяких частинах Німеччини і практично припинив свою діяльність на початку XIV століття.
У XV столітті іспанська інквізиція доручила художнику Педро Берругете зобразити Домініка, який головує на процесі аутодафе. Таким чином, іспанські інквізитори створили і поширили історичну легенду заради самовиправдання. Реагуючи проти іспанських трибуналів, протестантські полемісти 16-17 століть із задоволенням розвивали та увічнювали легенду про Домініка-Інквізитора. Цей образ дав німецьким протестантським критикам католицької церкви аргумент проти домініканців, чия проповідь виявилася грізним противником на землях Реформації. Як зазначає Едвард Пітерс: «У протестантській історіографії XVI століття виріс своєрідний антикульт святого Домініка».

## Житіє

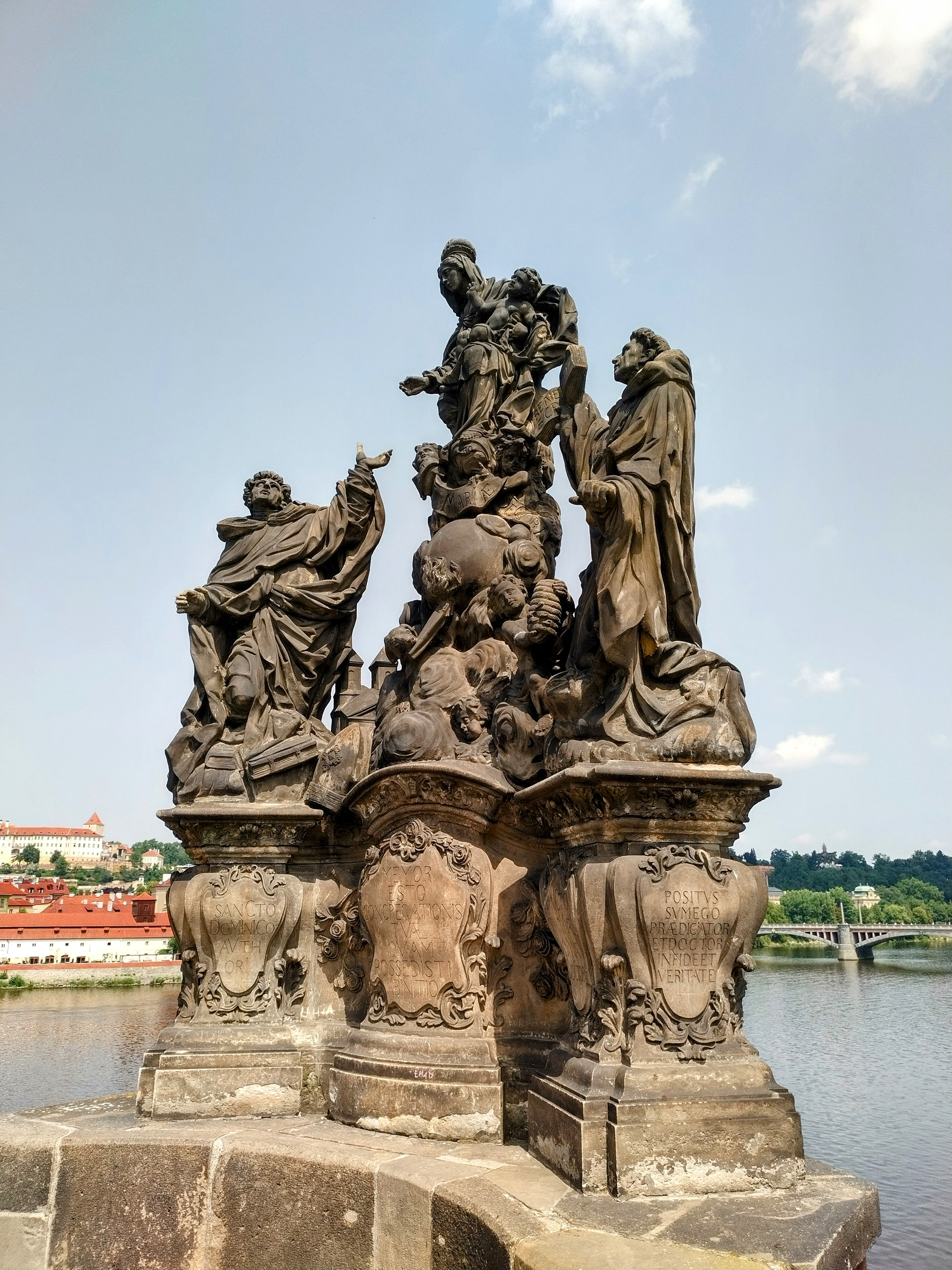
Мадонна зі Св. Домініком та Томою Аквінським (Карлів міст, Прага)

Бачачи зло єресі альбігойців (катарів), що поширювалася, вирішив присвятити себе апостольській праці серед тих, хто заблукав. Робив це словом, але особливо прикладом життя. Для кращої організації справи проповідництва заснував орден, який отримав назву Проповідників. Святий Домінік жив у великій дружбі зі Франциском Ассізьким.
Домінік нагадує св. Павла своїм апостольським запалом і обширом територій, на яких він проголошував Євангеліє. Зрештою, листи Апостола народів разом із Євангелієм від Матея були його постійною лектурою. Домінік не пішов дорогою батька-лицаря. Певне, був призначений до духовної кар'єри: незабаром Домініка було спочатку вислано на науку до дядька-священика, а пізніше — до відомої школи у Валенсії. Там він насамперед здобув загальну освіту, а потім — теологічну. З 25-ти років Домінік залишається каноніком при кафедрі в Осмі.
Життя Домініка було зразковим, без конфліктів. Поза своїми душпастирськими обов'язками він мав багато часу на молитву й студіювання теології. Свідки залишили нам опис дій Домініка, що характеризують його вразливість щодо людської недолі. Під час страждань від голоду він продав найцінніший свій скарб — пергаментні книги. Працьовитий і побожний священик, шанований усіма довкола, він міг досягнути ще більших церковних почестей, як канонік і єпископ він міг добре прислужитися Церкві та її вірним.

Окрім того, все, що він робив, було дійсно добрим і по-своєму досконалим. А проте достатньо було однієї подорожі, аби змінилося ціле життя і набуло нового виміру його служіння Богові та Церкві. Це була подорож до невідомої сьогодні землі на півночі Європи, куди Домінік попрямував у 1203 році як товариш свого єпископа, котрого було туди призначено послом. Щоб досягти мети, а потім дістатися до Рима й повернутися до Іспанії, вони мусили пройти через Південну Францію, охоплену рухом катарів. 1206 року він рішуче розпочав місію проголошення істини серед відступників. 

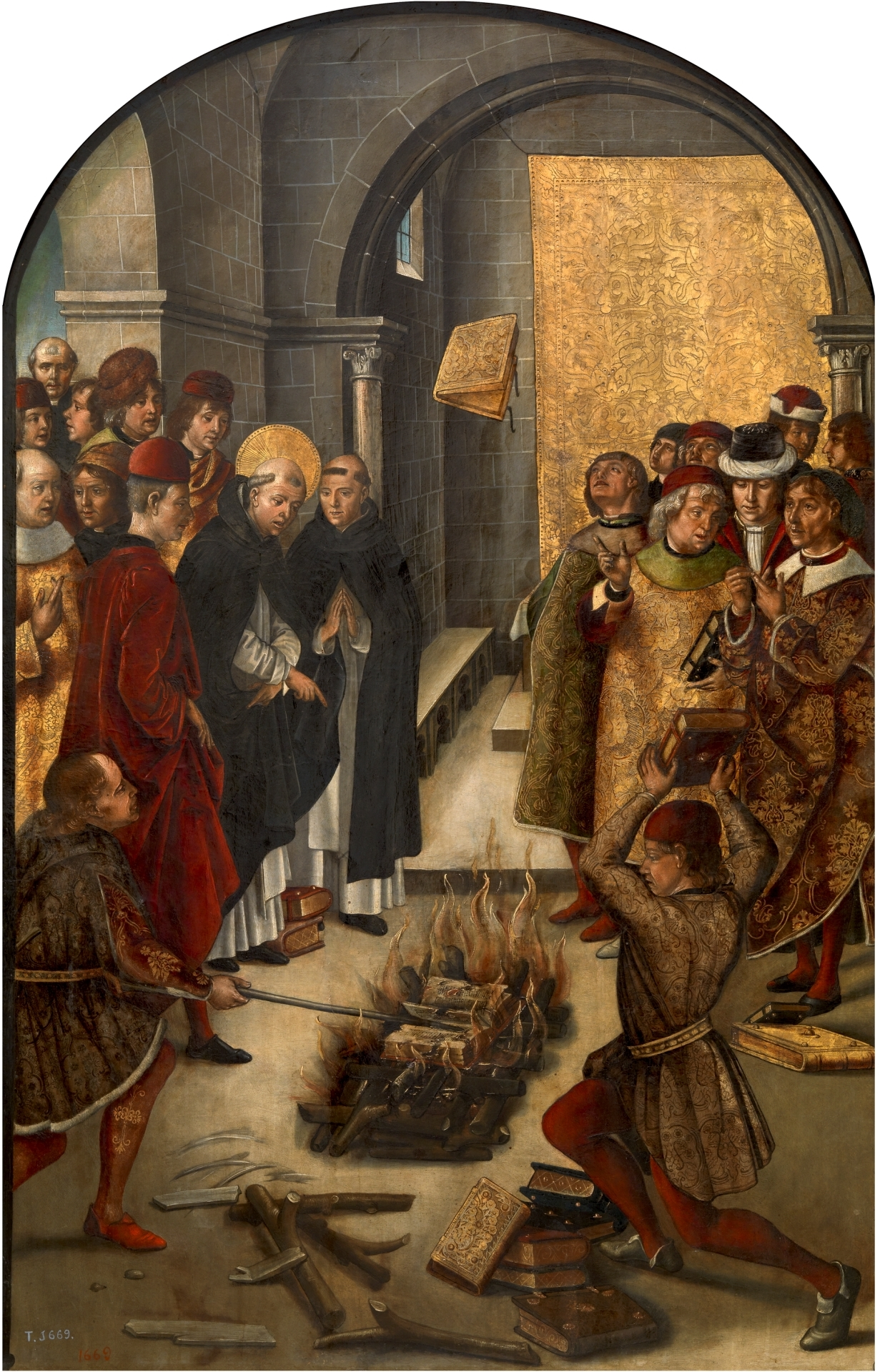
Диспут Св. Домініка з альбігойцями: книги обох груп були вкинені у вогонь, проте книги Св. Домініка в дивний спосіб не згоріли

Тут пригадується інша подорож. Подорож побожного й старанного сповідника правдивого Бога, знавця Св. Письма Савла з Тарса, який їхав до Дамаска ні для чого іншого, як для того, щоб служити Богу, перемагати тих, котрих він уважав за блюзнірів. На тому шляху він упав на землю під впливом видіння, завдяки якому дізнався, що його служіння має виглядати зовсім по-іншому, бо все, що він робив раніше, було переслідуванням Бога. Від того часу він, правовірний єврей, став апостолом Христа, до того ж серед поган.

### Катари
Розпочалися роки важкої та небезпечної апостольської праці на тих теренах, де скінчилися невдачею попередні місії папських легатів, де ситуацію ускладнювали ще й збройні хрестові походи. Першою причиною успіху їхньої діяльності був той факт, що Домінік та його товариші намагалися відповідати моральним вимогам, які висував загал до проповідників. Вони відмовилися від багатства й розкоші, вели суворий спосіб життя.
Домінік вдається до Рима, щоб добитися затвердження своєї групи вже як Ордену Братів Проповідників. Щойно це сталося, Домінік відразу розпорошив свою кільканадцятиособову групу. Семеро прямують до Парижа, четверо — до Іспанії, сам Домінік з одним товаришем — до Рима. Завдяки цьому швидко постали нові осередки.
Щоб зміцнити новацію, Домінік відкинув звичну в чернечих спільнотах засаду фізичної праці. Урочисте відправлення літургії, збережене як істотний елемент спільного життя проповідників, теж узгоджено з вимогами апостольського життя. Зменшено кількість псалмів для промовляння, спрощено проведення обрядів. Монастирі мали бути насамперед спільнотами євангельського життя та школами, які духовно й інтелектуально готували б проповідників до їхньої апостольської праці.
Останні роки життя Домінік присвятив насамперед зміцненню Ордену, який швидко розвивався. Він мандрує від монастиря до монастиря, навчає братів і стверджує їх в апостольському покликанні. При нагоді й сам апостольствує. Надалі мріє також про особисту участь у місіях серед поган. Карта його перших мандрівок Західною Європою є досить розлогою.

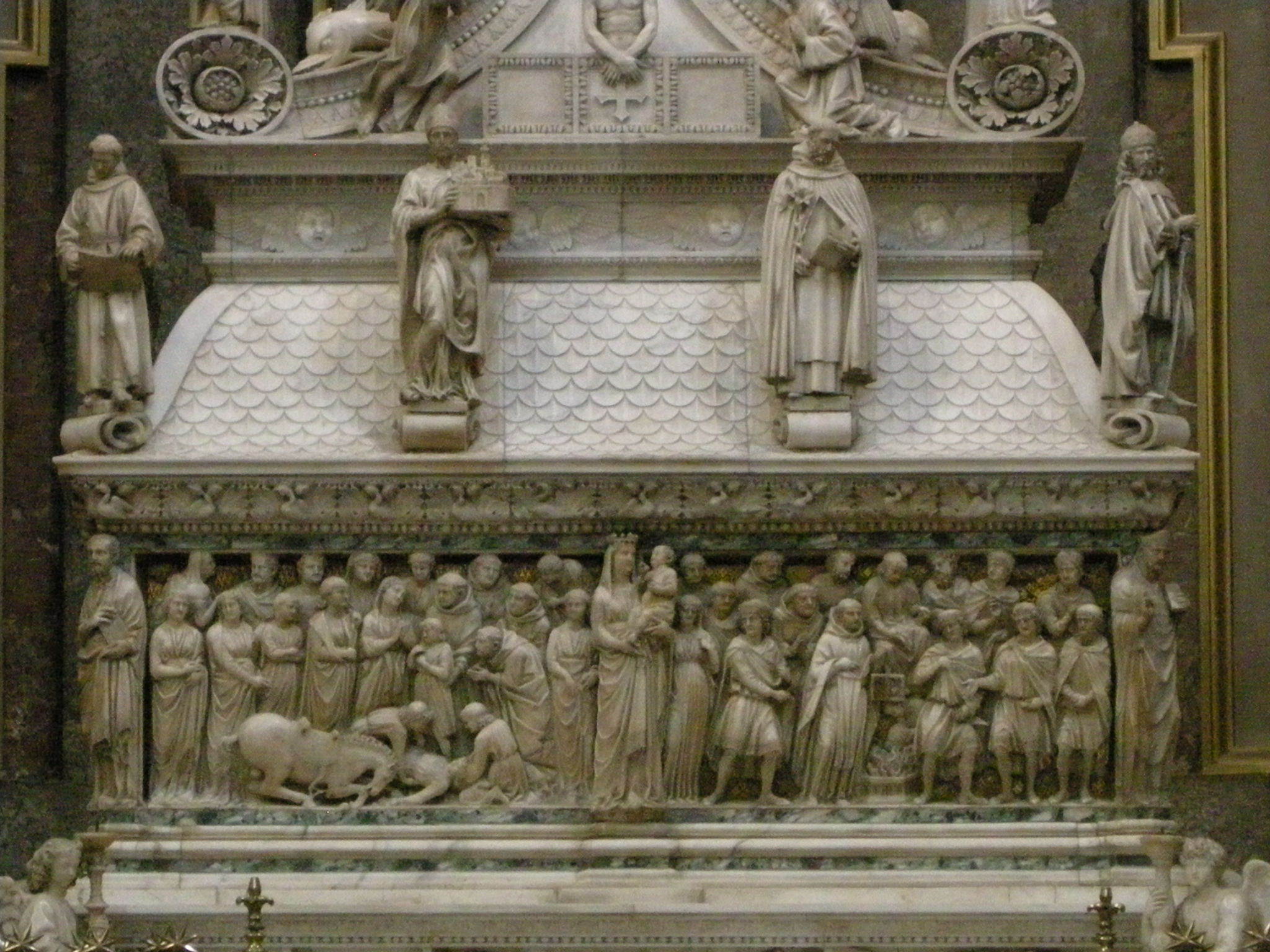
Рака Св. Домініка в церкві Сан-Доменіко в Болоньї, Нікола Пізано, Арнольфо ді Камбіо

### Смерть
Помирає Домінік у Болоньї, вільний від будь-яких матеріальних залежностей. Останніми роками життя він не мав навіть власної келії і власного ліжка. Однак помирає серед братів, і поховано його поряд із ними, як він і бажав. На той час число братів нараховувало вже кілька сотень, і жили вони в сімдесяти домах. Ці брати продовжили Домінікову справу. Земне життя закінчив у Болоньї в 1221 році.

## Родина
Домінік мав 2-х молодших братів Антоніо та Манеса, які були знані побожністю. Перший став священником і присвятив себе роботі з хворими та бідними; другий став членом Ордену домініканців й був беатифікований папою Григорієм XVI. Матір святого в 1828 році беатифікував папа Лев XII.

## Патрон
- Португалія: Каштаньєйра-де-Пера